# The United States of America
The United States of America was van 1967 tot 1968 een Amerikaanse rockband met experimentele en psychedelische rockmuziek. De band was een voorloper in het gebruik van elektronische muziek in rock-'n-roll, met name in de gebruikmaking van ringmodulatie, terwijl gitaarmuziek daarbij geen rol speelde.
In 1968 werd het titelloze debuut- en enige studioalbum uitgebracht. Hoewel het album goed ontvangen werd door critici, belandde het album slechts in de onderste regionen van de Billboard Top LPs. Kort daarop viel de band uit elkaar.

## Biografie
Joseph Byrd speelde tijdens zijn highschooltijd in verschillende rock-, jazz- en countrybands en leerde in New York bij van muziekcriticus Virgil Thomson en avant-gardecomponist John Cage. Terug in Los Angeles werd hij assistent-docent aan de Universiteit van Californië - Los Angeles en hield hij zich vooral op tussen artiesten, Indiase musici en afgestudeerde studenten. Medio 1967 legde hij zijn werk neer bij de universiteit om zich te richten op het componeren van nieuwe, psychedelische muziek. In hetzelfde jaar formeerde hij The United States of America. De naam werd gekozen na een discussie waarbij ook de naam 'United States' overwogen werd. De volledige naam van het land werd als meer provocatief gezien, wat paste bij de minachting voor de politiek in die tijd.
Nog voor de band een liveoptreden had gegeven, tekende hij een platencontract met Columbia Records voor een album met dezelfde naam als de band. De musici waren bijna allemaal outsiders in de rockmuziek. Zo was Gordon Marron een klassiek opgeleide violist, in het bijzonder van het werk van componist Morton Feldman. Verder had Craig Woodson een achtergrond in Afrikaans drummen en bracht Rand Forbes een van de eerste fretloze basgitaren naar de VS.
Het album werd onder het label CBS geproduceerd door David Rubinson en was het enige album dat de band voortbracht. Het kende op zich weinig succes met nummer 181 als hoogste positie gedurende negen weken in de Billboard Top LPs. Het album ging niettemin de geschiedenis in als pionierswerk in het gebruik van ringmodulatie. Dit is een primitieve synthesizer die aan de basis ligt van andere psychedelische muziek, waaronder de krautrocksound die vooral in Duitsland vertegenwoordigers kende, zoals Tangerine Dream.
De band gaf tot 1968 in het gehele land optredens en ging toen uit elkaar.

## Leden
- Joseph Byrd, kalliope, elektrisch klavecimbel, orgel, piano en synthesizer
- Dorothy Moskowitz, leadzang
- Gordon Marron, elektrisch viool en ringmodulatie
- Craig Woodson, drums en percussie
- Rand Forbes, fretloos elektrisch basgitaar
- Ed Bogas, orgel, piano en kalliope

## Discografie
- The United States of America, 1968